# Andreas J. Mueller
Andreas J. Mueller (* 3. November 1950 in Leipzig) ist ein deutscher Karikaturist, Maler und Grafiker. Er ist Direktor des Deutschen Fotomuseums.

## Leben
Andreas J. Mueller studierte von 1970 bis 1975 an der Hochschule für Grafik und Buchkunst Leipzig (HGB) bei Hans Mayer-Foreyt, Werner Tübke und Heinz Wagner.
Seither arbeitet er freischaffend als Karikaturist und Illustrator. Ab 1972 erschienen Karikaturen von Andreas J. Mueller im Eulenspiegel, in der Zeitschrift „Elternhaus und Schule“ und der Leipziger Volkszeitung.
Die polit-satirischen und DDR-kritischen Zeichnungen Muellers führten dazu, dass seine Karikaturen ab 1978 von keiner Zeitung mehr veröffentlicht werden. In den achtziger Jahren war Mueller vor allem als Buchillustrator, Comic- und Trickfilmzeichner tätig. Ab 1979 erschien in der Wochenzeitschrift „Für Dich“ seine Comic-Serie Basil im Regenbogenland und ab 1981 Basil im Weltraum. Weitere Folgen erschienen im Kinderbuchverlag. Für das Fernsehen der DDR produzierte Mueller Zeichentrickfilme.
Von 1981 bis 1987 war er Vorsitzender der „Sektion Karikatur und Pressezeichnung DDR-Süd“. Andreas J. Mueller war Initiator der Ausstellungsreihe Karicartoon, die er von 1977 bis 1987 betreute.
1988 flüchtete Mueller aus der DDR. Nach der Eröffnung der Ausstellung Neue Leipziger Schule in Bergisch Gladbach blieb er in der BRD und lebte und arbeitete dann in München. Dort arbeitete er unter anderem für die Süddeutsche Zeitung, Quick, Esquire, die Fernsehzeitschrift Gong, die Schweizer Satirezeitschrift Nebelspalter und den Bayerischen Rundfunk. In seiner Münchner Zeit veröffentlichte er zusammen mit Ulrich Forchner die Bücher Freiräume und Wahnsinn.
Seit 1995 lebt und arbeitet Andreas J. Mueller als freier Künstler und Kurator wieder in Leipzig. 1997 gründete er erneut unter dem Namen Karicartoon die Biennale der satirischen Zeichnung, die er bis 2013 im Stadtgeschichtlichen Museum Leipzig  kuratiert. Als Kurator für das Kamera- und Fotomuseum Leipzig hat er bisher über 100 Ausstellungen realisiert.
Seit 2014 ist er Direktor des Deutschen Fotomuseums.

## Werke

### Als Autor
- Das umgekippte Tintenfass. Kinderbuchverlag Berlin, Berlin 1986, ISBN 3-358-00656-5.
- Der Zwerg liebt eine kleine Schnecke. (Mitautor) Kinderbuchverlag Berlin, Berlin 1983, ISBN 3-358-01053-8.
- Hinter einem Mäuerlein sitzt ein dickes Bäuerlein. (Mitautor) Kinderbuchverlag Berlin, Berlin 1984.
- Ein Elefant tanzt Ringelreihn. (Mitautor) Kinderbuchverlag Berlin, Berlin 1985.
- Gespenst Mariechen spielt Posaune. (Mitautor) Kinderbuchverlag Berlin, Berlin 1986, ISBN 3-358-00599-2.
- Vergnüglich brummt das Bärentier. (Mitautor) Kinderbuchverlag Berlin, Berlin 1987, ISBN 3-358-00050-8.
- Kater Kasimir geht angeln. (Mitautor) Kinderbuchverlag Berlin, Berlin 1988, ISBN 3-358-01053-8.
- Freiräume. (Mitautor Ulrich Forchner),  Droemer Knaur, München 1989, ISBN 3-426-26428-5.
- Wahnsinn. (Mitautor Ulrich Forchner) Droemer Knaur, München 1990, ISBN 3-426-26500-1.
- Im Namen der Freiheit. Faber & Faber, Leipzig 1999, ISBN 3-932545-38-9.
- Endstation Zukunft. Eulenspiegel-Verlag, Berlin 2001, ISBN 3-359-01405-7.
- Basil im Regenbogenland. In: Guido Weißhahn (Hrsg.): Klassiker der DDR-Bildgeschichte. Heft 3. Holzhof Verlag, Dresden 2006, ISBN 978-3-939509-02-8. (400 Stück. Vollständiger Nachdruck der Ankündigung und aller 26 Folgen des Zeitschriftencomics aus der Für Dich Nr. 27–53/1979, mit neuem Titelbild und redaktionellen Beiträgen.)
- Basil im Weltraum. In: Guido Weißhahn (Hrsg.): Klassiker der DDR-Bildgeschichte. Heft 13. Holzhof Verlag, Dresden 2008, ISBN 978-3-939509-12-7. (300 Stück. Vollständiger Nachdruck der Ankündigung und aller 27 Folgen des Zeitschriftencomics aus der Für Dich Nr. 4–30/1981, mit sechs weitere Basil-Geschichten aus den Jahrbüchern des Kinderbuchverlages und redaktionellen Beiträgen.)
- Karikaturisten aus Ostdeutschland. (Mitautor), Schaltzeit, 2011, ISBN 978-3-941362-16-1.

### Als Illustrator
- „Heli Busse“: Es gibt keine Wunder mehr oder warum Onkel Karl abbrannte. Eulenspiegel-Verlag, Berlin 1984 (Heli Busse: Heinz und Liselotte Busse).
- „Heli Busse“: Schnee im Schlafzimmer und andere Geschichten. Eulenspiegel-Verlag, Berlin 1986, ISBN 3-359-00145-1.
- Andre Müller sen.: Die Rosenschule. Kinderbuchverlag Berlin, Berlin, 1987, ISBN 3-358-00069-9.
- Hammer & Tickle. Weidenfeld & Nicolson, 2008 ISBN 978-0-297-85354-1.

### Als Herausgeber
- Humor Sapiens. (Mitautoren Rainer Schade, Ulrich Forchner), Eulenspiegel-Verlag, Berlin 1981.
- Zeitensprünge. Passage, Leipzig 2009, ISBN 978-3-938543-67-2.
- Der Nabel der Welt. Passage, Leipzig 2003, ISBN 3-932900-74-X.
- Magere Zeiten. Passage, Leipzig 2005, ISBN 3-932900-96-0.
- Nach Wahrheit. Passage, Leipzig 2007, ISBN 978-3-938543-31-3.

## Ausstellungen (Auswahl)
- 2001/2002: SpotT an! Cartoons von Andreas J. Mueller. Zeitgeschichtliches Forum Leipzig[1]
- 2007/2008: „Mattscheibe“ – Satirische Zeichnungen aus den 1990er-Jahren. Handwerkskammer zu Leipzig.[2]